# Большевик (Карачаево-Черкесия)
Большевик  (карач.-балк. ) — хутор в Урупском районе Карачаево-Черкесии Российской Федерации. Входит в состав Преградненского сельского поселения.

## География
Хутор расположен в юго-западной части республики, в  межгорной котловине между Скалистым хребтом на севере и горными системами Западного Кавказа на юге, на левом берегу р. Уруп, примерно в 700 метрах от центра поселения — станицы Преградная.
Уличная сеть
Три улицы: ул. Дружбы, ул. Мира и ул. Чочиева.

## История
В 2019 году в хутор начали проводить межпоселковый газопровод 

## Население
| 2002 | 2010 | 2021 |
| ---- | ---- | ---- |
| 164  | ↘106 | ↘67  |

## Инфраструктура
Хутор обслуживается отделением почты 369260, находящее в центре поселения — станице Преградная.

## Транспорт
Стоит на дороге местного значения Преградная (КЧР)-Горное (КК).